# Cimicomorpha
Cimicomorpha su infrared insekata u redu Hemiptera, pravih buba. Rostrum i druga morfologija svih članova očigledno su prilagođeni da se hrane životinjama kao plenom ili domaćinima. Članovi uključuju stenice, slepomišovske bube, Reduviidae i piratske bube.

## Spoljašnje veze
- True Bugs. Planetary Biodiversity Inventory.